# Кен Тейлър
Кен Тейлър (на английски: Ken Taylor) е международно признат и известен басист.

## Биография
Роден е в Лондон предз 1952 г. Родителите му са от Ямайка. Когато е на 14 години, работи в студия и на сцената за добре известни изпълнители, сред които Джон Мейл, Джими Клиф, Дезмънд Декър и др. След като през 70-те години в Лондон са направени музикални студия, работи в тях.
Неговото име стига и до Германия, за да работи с производители като „Giorgio Moroder“. През 1978 г. свири със „Супермакс“. Година по-късно основава групата „Франкфурт Токио“. За производство на студийна музика също е работил с Брайън Мей, Брус Спрингстийн, Робърт Палмър, Сали Олдфийлд, Рио Райсер, Стефан Ремлер, „Смоуки“, „Алфавил“.
От 1993 г. е постоянен член на бенда на Петър Мафи. През 2000 г. като гост музикант на „Скорпиънс“ прави студийните записи на „Moment of Glory“ с Берлинския филхармоничен оркестър.
Неговите творчески способности му осигуряват привилегията „модел за подражание“. Участва в многобройни семинари, публикува статии и дава интервюта в списания. Той е активен като композитор и текстописец.